# Pygommatius digittatus
Pygommatius digittatus är en tvåvingeart som först beskrevs av H. Oldroyd 1970.  Pygommatius digittatus ingår i släktet Pygommatius och familjen rovflugor.
Artens utbredningsområde är Kongo. Inga underarter finns listade i Catalogue of Life.